# Handa Senior Masters
De Handa Senior Masters is een golftoernooi van de Europese Senior Tour.
De eerste editie van dit toernooi was van 12-14 mei 2010 op Stapleford Park. De baan heeft een par van 73. Het prijzengeld was € 475.876. Na de openingsronde maakte Roger Chapman een score van 68 maar Bill Longmuir bleef hem voor met het toernooirecord van 64, en gaf de leiding niet meer uit handen. Hij behaalde zijn 8ste titel op de Senior Tour en won met 64-69-66 (-20).
| Jaar                                                   | Baan                                                   | Winnaar                                                | Score                                                  |
| Handa Senior Masters presented by The Stapleford Forum | Handa Senior Masters presented by The Stapleford Forum | Handa Senior Masters presented by The Stapleford Forum | Handa Senior Masters presented by The Stapleford Forum |
| ------------------------------------------------------ | ------------------------------------------------------ | ------------------------------------------------------ | ------------------------------------------------------ |
| 2010                                                   | Stapleford Park                                        | Bill Longmuir                                          | -20                                                    |
| 2011                                                   | Stapleford Park                                        | Peter Fowler                                           | -10                                                    |